# We Are the Luniz
We Are the Luniz – nieoficjalny, studyjny album duetu Luniz, wydany w 2005 roku, nakładem wytwórni War Xone Records.

## Lista utworów
1. "I Cant Wait"- 4:05
2. "Payroll Family"- 3:40
3. "Do You Im A Do Me"- 3:44
4. "We Famous"- 4:26
5. "Thugs Die"- 3:09
6. "Baby Mama"- 4:17
7. "Philies"- 7:40
8. "Knock Diesel"- 3:17
9. "Ball or Bleed"- 4:02
10. "International Helmet"- 4:24
11. "Jack Off"- 3:58
12. "The World"- 3:32
13. "No Hoes"- 4:39
14. "Trikin"- 3:12